# Jarujinia bipedalis
Genre
Espèce
Jarujinia bipedalis, unique représentant du genre Jarujinia, est une espèce de sauriens de la famille des Scincidae.

## Répartition
Cette espèce est endémique de la province de Ratchaburi en Thaïlande.

## Étymologie
Le genre est nommé en l'honneur de Jarujin Nabhitabhata.

## Publication originale
- Chan-Ard, Makchai & Cota, 2011 : Jarujinia: A New Genus of Lygosomine Lizard from Central Thailand, with a Description of One New Species. The Thailand Natural History Museum Journal, vol. 5, no 1, p. 17-24.